# Furusz Bajt Dadżan
Furusz Bajt Dadżan (arab. ‏فروش بيت دجن‎, Furūš Bayt Daǧan) – wieś w Palestynie, w muhafazie Nablus. Według danych szacunkowych Palestyńskiego Centralnego Biura Statystycznego w 2016 roku miejscowość liczyła 933 mieszkańców.